# سیاه سوار
سیاه سوار یا سیاه اسواری یک نجیب زاده ایرانی از مردم بلوچ اهل مکران بلوچستان بود.
او فرمانده گروهی از اسواران سپاه شاهنشاهی ساسانی بوده که در جریان حمله اعراب به ایران به مسلمانان پیوست تا از ساسانیان انتقام جنگ های پیشین بلوچ و ساسانی را در در جریان شورش بلوچان علیه ساسانیان در البرز کوه را بستاند. 
گرچه هیچ سند و مدرک مستدلی برای این ادعا نیست ولی برخی نیز انگیزه او را پس از پیوستن به سپاه اعراب بر پذیرفتن دین اسلام معرفی کردند اما به عقیده تعداد دیگری از مورخان او پس از پیوستن به اعراب همچنان بر مذهب و دین خویش که زرتشتی بود باقی ماند. از دلایل اثبات این مدعا می توان به نامگذاری نوادگان او تا سه نسل بعد از وی به نام های زرتشتی و ایرانی اشاره کرد. کسانی که از ایران به اعراب می گرویدند پس از مسلمان شدن نامها و القاب عربی انتخاب می کردند اما سیاه و نوادگانش این روند را حداقل برای سه نسل انجام ندادند این بدان معنی ست که هدف آنها از پیوستن به اعراب خیانت و جنگ علیه ساسانی ها برای گرفتن انتقام اجداد شان بوده است که در گذشته علیه پادشاهی ساسانی شورش کرده بودند.

## زندگینامه
سیاه سوار اهل مکران یا بلوچستان بود.  در جریان حمله اعراب به ایران، پادشاه ساسانی یزدگرد سوم (ح. ۶۳۲–۶۵۱) ۳۰۰ نفر را زیر نظر سیاه سوار به دفاع از شوشتر فرستاد. در جریان محاصره شوشتر (۶۴۱-۶۴۲)، سیاه سوار و افرادش به اعراب پیوستند.

## گرویدن به اسلام
عده ای از مورخان دلیل اصلی گرویدن سیاه سوار و یگان اسواران به اسلام را کسب ثروت و قدرت می دانند اما طبق نظر دیگر مورخان این نظر چندان درست نمی نماید چه آنکه پیش از اسلام همانطور که پیش از این آمد خود سیاه سوار دارای جایگاه بسیار بلند در دربار ساسانی بوده و مشخصا یگان اسواران آنگونه که همه مورخان اتفاق نظر دارند همیشه متشکل از اشراف و نجیب‌زادگان ایرانی بوده که طبعا از هر جهت دارای بلندترین جایگاه‌ها و بیشترین ثروت بوده‌اند. بنابراین تصمیم آنها برای مسلمان شدن را باید در چیز دیگری جست، بیشترین گمان بر این است که وی انتقام نسل کشی بلوچ ها توسط انوشیروان ساسانی در البرز کوه بگیرد که به نقل از شاهنامه فردوسی شدت کشتار و نسل کشی بسیار زیاد بوده و پیر و جوان و زن و بچه همگی به قتل رسیدند.
چنانکه گویند : پس از اینکه مدائن به دست مسلمانان فتح شد یزدگرد ،شاه ایران٬ هفتاد یا سیصد و یا هزار نفر از سرداران ایرانی را به رهبری سپه سالار بزرگ خود ،سیاه سوار، تحت عنوان یگان اسباران و یا همان اسواران برای محافظت از شوش به آن سامان گسیل داشت.
اما اهالی شوش پیشتر با مسلمانان صلح کرده بودند. سیاه سوار بناچار میان «هرمز» و «شوش» اردو زد.فرمانده سپاه پارس «سیاه سوار» افسرانی که زیر فرمان او بودند جمع کرد و گفت:«همه‌تان می دانید آنگونه که پیشینیان گفته اند اینها(مسلمانان) بر این مملکت غالب خواهند آمد و در قصرهای شاهی اصطخر اسب های خویش را می بندند.آن وقت است که خواهید فهمید این سخن چقدر صحیح بوده است.اکنون درباره بهبود آینده خودتان بیاندیشید.همه گفتند:«ما همه تابع نظر تو هستیم» او گفت:«هر کس عهده دار زیر دستان و خاصان خویش است.رأی من بر این است که همه باید اسلام را بپذیریم و مانند آنان مسلمان شویم».
سپس همه آنها با اینکه با یزدگرد پیمان فرمانبرداری بسته بودند خلاف وعده خود  بر این نظر توافق کردند ک مسلمان شوند و سرداری از میان خویش بنام «شیرویه» را برای گفتگو با ابوموسی اشعری که فرماندهی مسلمانان را عهده دار بود به اردوگاه مسلمانان روانه کردند.
شیرویه پیغام را بدین شرح رساند:‌
‌ما به دلخواه خود حاضریم مسلمان شویم اما با رعایت این چهار شرط:
۱-ما در میان شما خواهیم آمد و با قوم عجم مقابله می کنیم اما با عربها نخواهیم جنگید.
۲-چنانچه از اعراب کسی علیه ما به جنگ برخاست حفاظت ما بر شماست.
۳-سهم ما از بیت المال به قدر سهمیه ای باشد که به اشراف و سرداران عرب داده می شود.
۴-این عهدنامه باید مورد تایید خلیفه قرار گیرد.
ابوموسی گفت:«آنگونه که ماییم شما نیز خواهید بود دیگر چه نیازی به چنین عهدنامه و چنین شرایطیست؟» اما گروه اعزامی سیاه سوار، این سخن را نپذیرفت.ابوموسی موضوع را کتبا به اطلاع خلیفه رساند و عمر ، خلیفه دوم مسلمانان گفت : آنچه می گویند بپذیرید.به‌دنبال تکمیل این عهدنامه تمام یگان اساوره به رهبری «سیاه سوار» به اسلام گرویدند.
در فتوح البلدان علاوه بر چهار شرط یاد شده دو شرط دیگر نیز در این عهدنامه آمده است.
۱-به ما اختیار داده شود در هر شهری که خود برمیگزینیم زندگی کنیم
۲-از قبایل شما (عربهای مسلمان) با هر قبیله ای که دلخواه ما باشد، پیمان برادری ببندیم.
طبق این دو شرط نیز آن‌ها تصمیم گرفتند در بصره ساکن شده و با بنی تمیم در جنوب عراق متحد شدند. با این حال، داستان مسلمان شدن آنها به احتمال زیاد نادرست است، زیرا با گذشت ۱۵ سال، هنوز برخی از اعضا با نام های خالص زرتشتی فارسی میانه ظاهر می‌شوند، مانند ماه آفریدن،ważěđ،اردشیر|منده|ماهان|. از آن پس دیگر از سیاه یاد نمی‌شود. پسرش یزید بن سیاه اسواری(شکل مخفف شده و بلوچی شده آن: وازد|ważěđ) راه پدر را در سرسپردگی به عربان و  اساوره ادامه داد.

## در فرهنگ عامه
به گفته حبیب الله نوبخت شیرازی سراینده منظومه شاهنامه نوبخت سیاه سوار پیش از ورود به دربار ساسانیان در مکران که همواره موطن اصلی بلوچ ها بوده روزگار می گذرانده اما به واسطه و معرفی هرمزان ،حاکم اهواز، سیاه سوار از مکران به پایتخت نزد شاه برای خدمت به سپاه امپراتوری ساسانی خوانده می شود.
نوبخت از زبان هرمزان هنگامی که الطاف خود را برای سیاه سوار بر می شمارد چنین می سراید:
| تو بودی بلوچی نشسته به راغ    |  | نه چشمت جهان دیده بود و نه باغ |
| تنت رنجه از باد سوزان هند     |  | دو دیده پر از خون چو دریای سند |
| پریشان و درویش و بی قوت و زاد |  | فروبسته مژگان ز خاشاک و باد    |
| ز مکران من آوردمت پیش شاه     |  | نهادم بسر ترگ و بر ترگ ماه     |

در این هنگام سیاه سوار نیز در تشکر از هرمزان و اعتراف به الطاف او چنین می گوید:
| خود ایدر گواه تو باشد سیاه  |  | که دارد تن و جان و هستی ز شاه |
| سخن های نغز تو بی کم و کاست |  | گواهی دیم سر بسر بود راست     |
| چنان چون بگفتی بلوچی بدم    |  | که هرگز نبد آگهی از خودم      |
| دوی بودم اندر بیابان و راغ  |  | که جز ماه در شب نبودم چراغ    |
| خوراکم گیاه و شکارم هژبر    |  | سرم را هوا سایبان بود و ابر   |
| سریرم زمین تکیه گاهم به سنگ |  | یکی زندگانی سراسر به تنگ      |

توانایی های او در جنگاوری و دلاوری او مورد توجه و تحسین همگان قرار گرفته و او به بالاترین مقام های دربار و سپاه ساسانیان میرسد.
نوبخت درباره دلاوری های او چنین می سراید:
| چنان شد که روزی به نزدیک شاه |  | شگفتی بسی گفته شد از سیاه  |
| که در جنگ دارد دل شیر و ببر  |  | به نیرو برآرد دمار از هژبر |
| چو شمشیر خود بر کشید از نیام |  | نماند پلنگ دمان را کنام    |
| به تنها کند کار یک لشکری     |  | هنر های او را سزد دفتری    |

## پایان جنگ و بازگشت
پس از پایان فتوحات و بازگشت سپاهیان ابوموسی به بصره، اسواران نیز همراه آنان به بصره وارد شدند. آنان در اولین اقدام خواستند تا با ازد حلیف شوند؛ اما قبل از انجام این کار پرسیدند: نسب کدام یک از قبایل بصره به پیامبراسلام نزدیک‌تر است؟ گفتند: بنوتمیم. پس اسواران قبیله ازد را رها کردند و به قبیله بنوتمیم پیوستند. سپس ناحیه‌هایی را برای خود انتخاب کردند تا در آن ساکن شوند و حتی نهر آبی که به نام اساوره معروف شد، نیز برای خود حفر کردند.